# Журавель даурський
Журавель даурський (Antigone vipio) — вид журавлів, що поширений у Східній Азії.

## Поширення та чисельність
Птах гніздиться в східній Монголії, північно-східному Китаї та прилеглих регіонах південно-східної Росії. На зимівлю журавель відлітає на південь Китаю в долину річки Янцзи, на Корейський півострів або в Японію на острів Сікоку та південь острова Кюсю. Згідно з оцінками МСОП 2012—2015 років, загальна чисельність виду 6200-6700 птахів.

## Опис
Птах заввишки до 130 см і вагою 5,6 кг. Єдиний вид журавлів, у яких ноги мають рожевий відтінок, а вздовж шиї проходять широкі білі смуги. Навколо очей є ділянки червоної голої шкіри. Оперення більшої частини тіла темно-сіре; махові і криючі крил світліші і мають сріблястий відтінок. Статевий диморфізм не виражений.